# Isabell-Drachenkopf
Der Isabell-Drachenkopf (Dracocephalum isabellae) ist eine Pflanzenart aus der Gattung der Drachenköpfe (Dracocephalum) in der Familie der Lippenblütler (Lamiaceae).

## Beschreibung
Der Isabell-Drachenkopf ist eine ausdauernde, krautige Pflanze, die Wuchshöhen zwischen 30 und 50 Zentimetern erreicht. Der Abstand zwischen den Blattpaaren am Stängel beträgt 3 bis 4 Zentimeter. An den oberen drei Knoten befinden sich Scheinquirle, die jeweils aus 4 Blüten bestehen. Die Krone ist 35 bis 42 Millimeter lang.
Die Blütezeit reicht von Juli bis August.

## Verbreitung
Die Art kommt in China in Yunnan auf felsigen Grasfluren in Höhenlagen von 3000 bis 4000 Meter vor.

## Nutzung
Der Isabell-Drachenkopf wird selten als Zierpflanze für Steingärten genutzt.